# Eupodoscirtus voeltzkowi
Eupodoscirtus voeltzkowi är en insektsart som beskrevs av Andrej Vasiljevitj Gorochov 2004. Eupodoscirtus voeltzkowi ingår i släktet Eupodoscirtus och familjen syrsor. Inga underarter finns listade i Catalogue of Life.